# NGC 98
NGC 98 je galaksija u zviježđu Feniks.

## Vanjske poveznice
- SEDS: NGC 0098